# Malmö Live

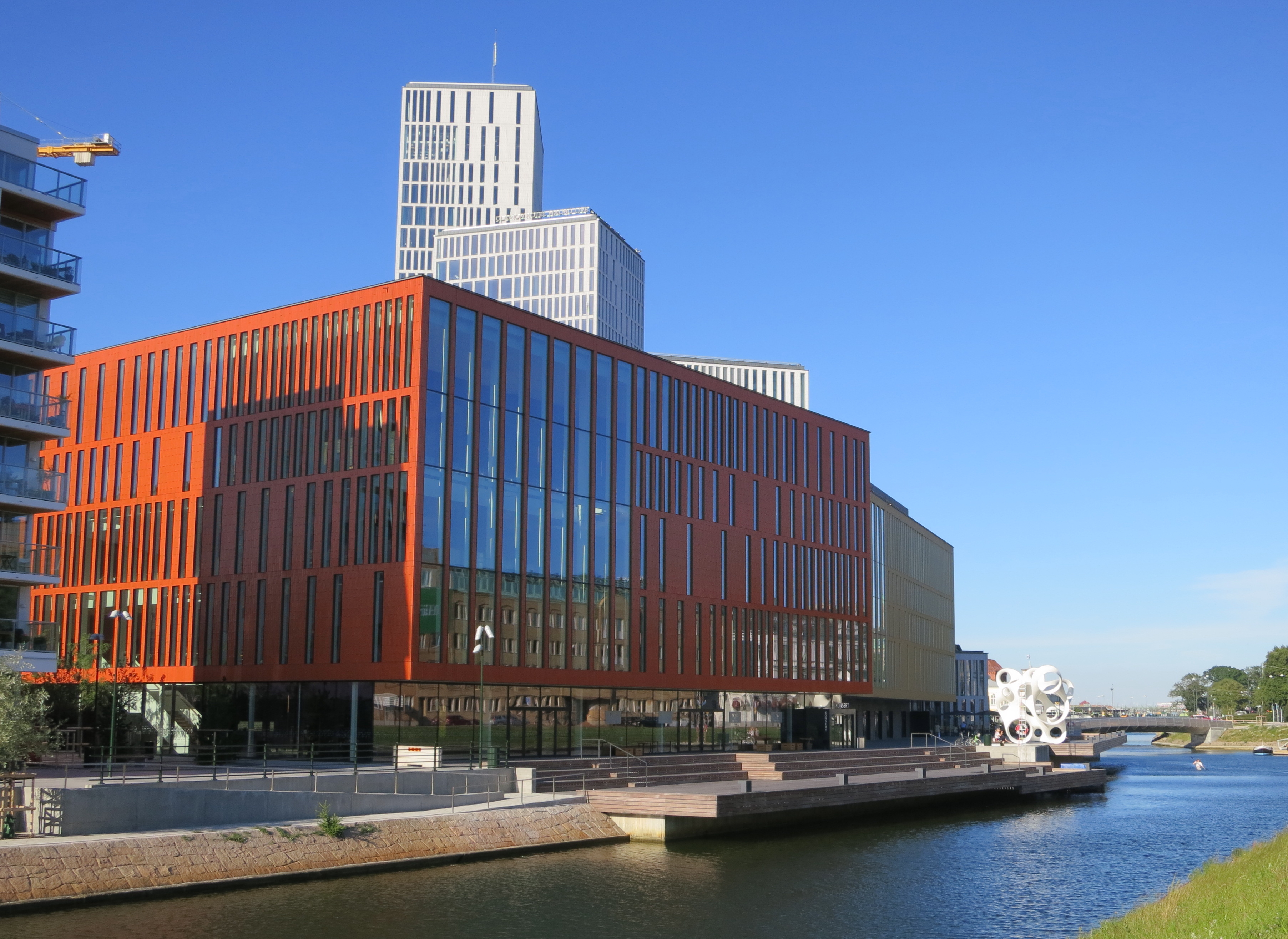
Malmö Live (augusti 2015)

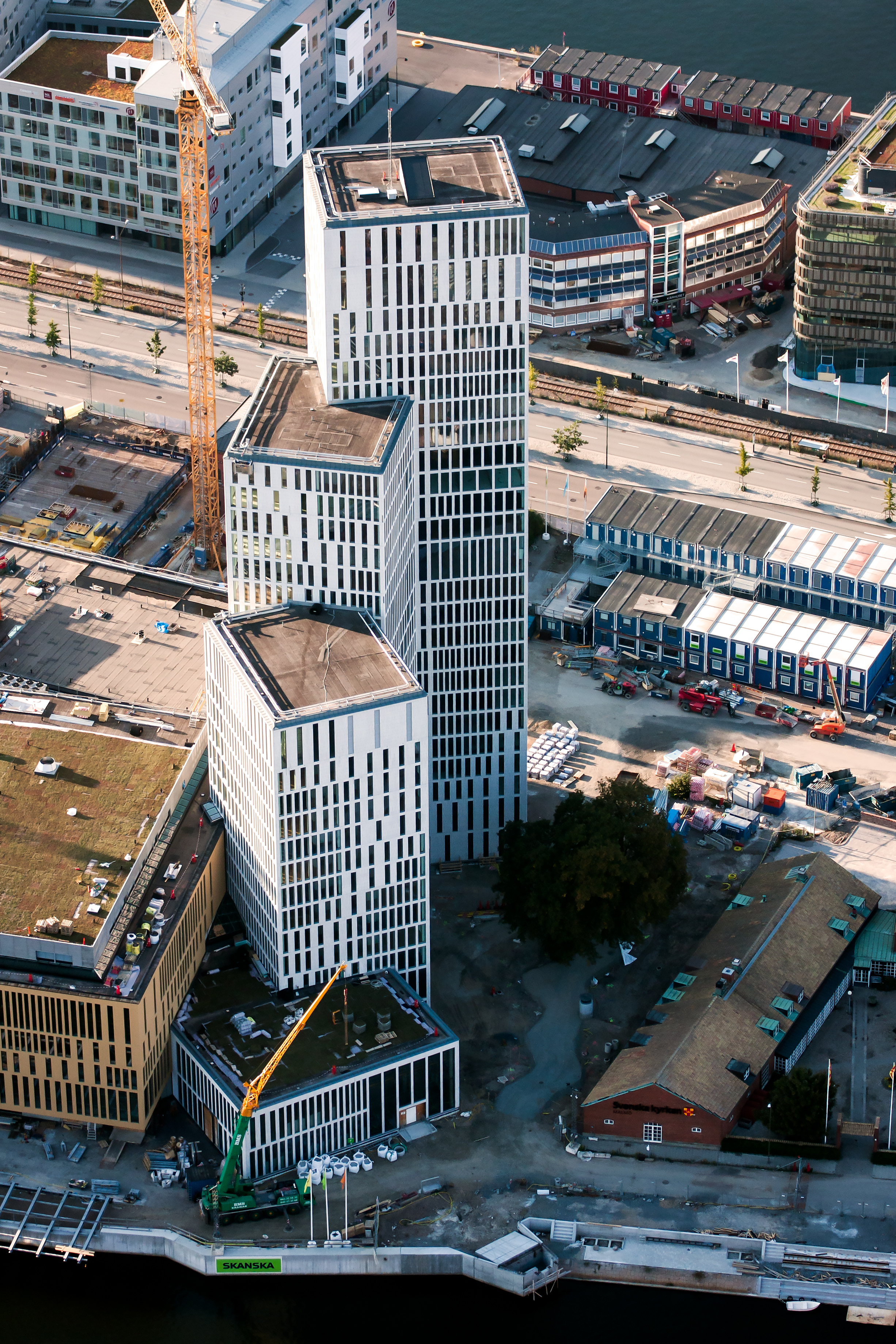
Malmö Live i september 2014.

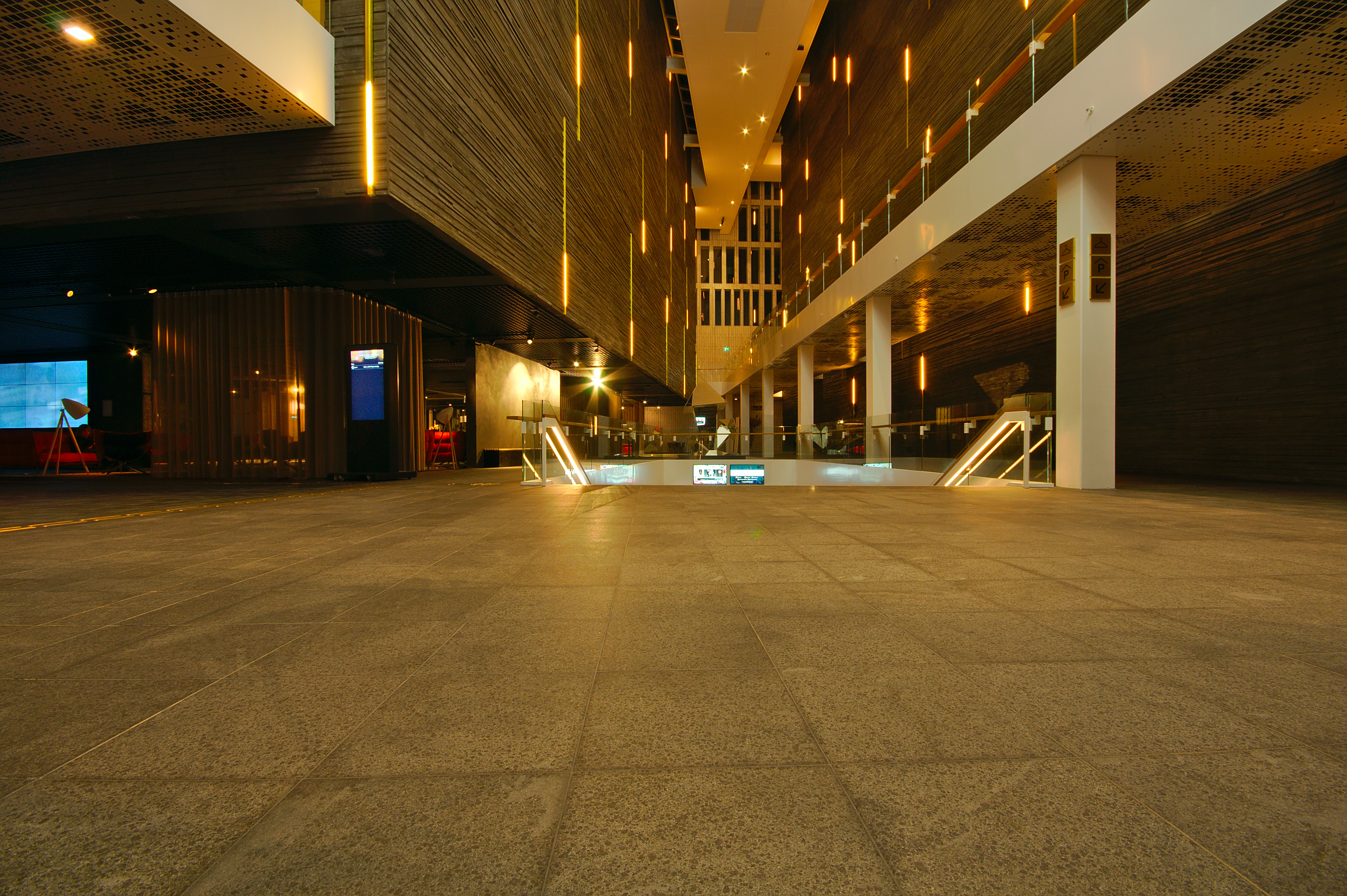
Interiör

Malmö Live är ett stadskvarter innefattande konserthus, kongresscenter, hotell, samt flera byggnader med bostäder och kontor precis norr om Västra hamnkanalen på Universitetsholmen mellan Västra hamnen och Gamla Väster i Malmö.

## Område och verksamheter
På gammal, centralt belägen hamnområdesmark, skapad genom landutfyllnad på 1800-talet, ligger kvarteret Torsken där man förr kunde finna Neptuniparken, gamla Fiskarhamnen och äldre hamnbyggnader som Benmöllan från 1850-talet. Där beslöt genom en projekt- och markanvisningstävling år 2008 Malmö stad att skapa en helt ny stadsdel, avsedd som en mötesplats med musik och kongress i fokus för invånare och besökare. År 2010 bestämdes om uppförandet av det område som i dag samlat kallas Malmö Live. Bygget påbörjades år 2012 och 4 juni 2015 invigdes området formellt, även om vissa sidobyggnader ännu återstod att fullborda. Byggherre är Skanska och arkitekt Schmidt Hammer Lassen. Totalkostnaden för hela anläggningen (konsert, kongress och hotell) beräknas till 1,4 miljarder kr. Hela kvarteret omfattar totalt 90 000 kvadratmeter.
Kärnan i området är Malmös nya konserthus, Malmö Live Konserthus, nytt hem för Malmö symfoniorkester, med en stor konsertlokal för 1600 åhörare samt en mindre, flexibel lokal, Kuben, och några sidolokaler. Detta är sammanbyggt med det stora hotell- och kongresscentret Clarion Hotel & Congress Malmö Live med 25 våningar i den högsta byggnaden på 85 meters höjd, 24 konferenslokaler och en kongresslokal för 1500 deltagare, samt serveringar och skybar. Runt detta centralkomplex uppförs flera fristående högre byggnader med bostäder och kontor. I området återfinns även de två äldre byggnaderna Västra station – en tidigare järnvägsstation – och Svenska kyrkans hus Sjömansgården. I området omkring Malmö Live återfinns bland annat Malmö högskola, Malmö museer, World Maritime University, Hovrätten över Skåne och Blekinge samt Malmö Centralstation / Citytunneln. På grund av de många nya höga byggnaderna i området kallas det ibland inofficiellt för "Malmhattan".
VD och konserthuschef för Malmö Live Konserthus AB är Erik Mikael Karlsson. Verksamheter som Malmö symfoniorkester, kommersiella arrangemang, det kulturpolitiska programmet och mötesplatser är i sin tur uppdelat på fyra underavdelningar. Hotellverksamheterna sköts separat av Nordic Choice Hotels.

## Konstnärlig utsmyckning
En tävling om konstnärlig utsmyckning har utlysts, och avgjordes första halvåret 2014. Följande konstverk utsågs för genomförande:
- Passage, skulptur av Maha Mustafa på Dag Hammarskjölds torg
- Dispersed three in live conjunction, tre installationer av den sydkoreanske konstnären Haegue Yang, på husfaser nära entréerna
- E=v=e=n=t, neonljusskulptur av den brittiske konstnären, Cerith Wyn Evans, inomhus
- Rubato, skulptur av Eva Hild, platsen utanför södra entrén
- Minnenas hav, installation av Karolina Erlingsson, utomhus i marken i nordöstra parkrummet
- The wind wall, installation av Petter Thörne, Jens Vium Skaarup och Joshua Morrison, utomhus i nordöstra parkrummet
- Utan titel, ljudkonstverk av Kim Hedås, i gångbron över Västra hamnkanalen

## Bilder av byggnationen

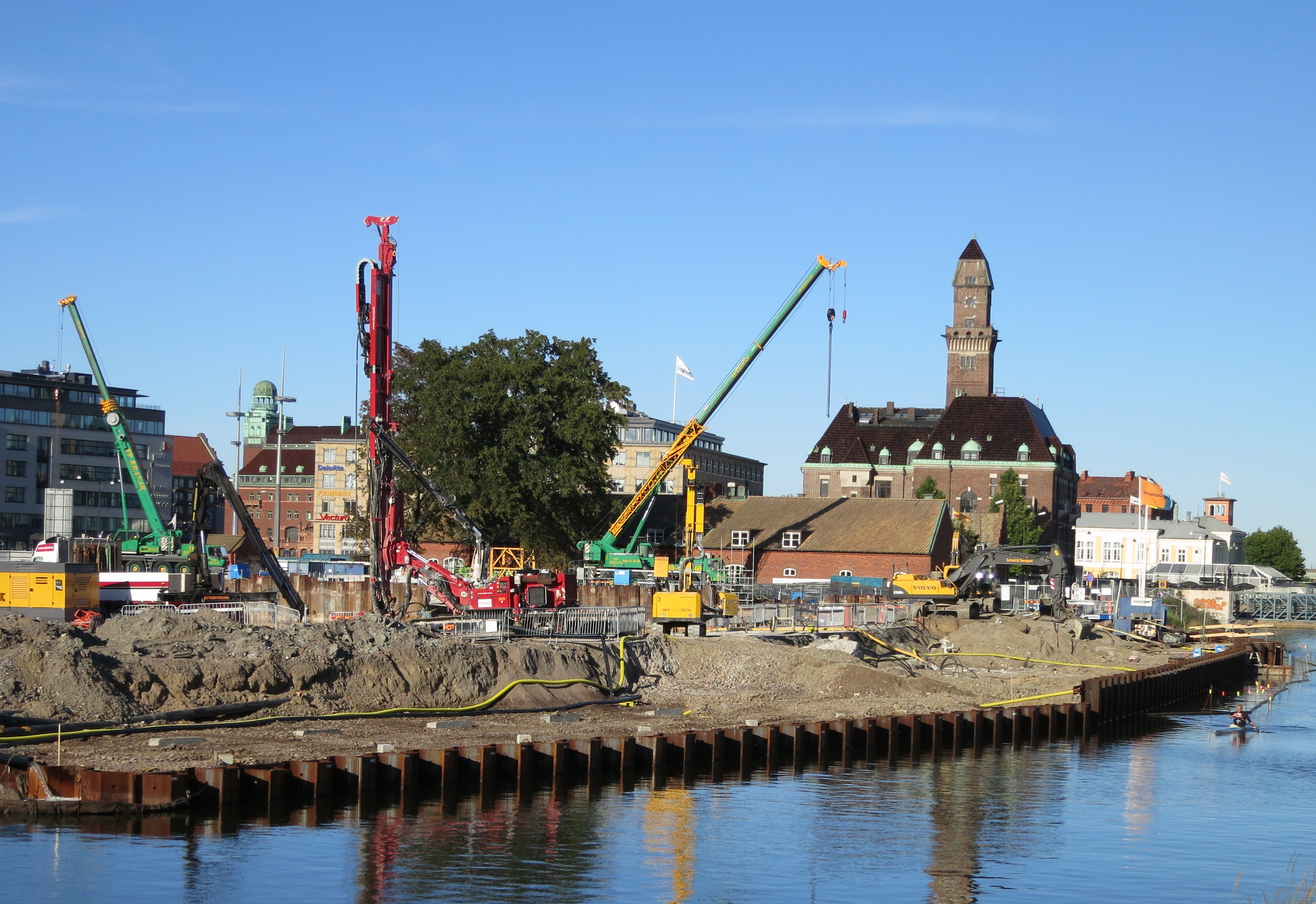
Bygget i augusti 2012.
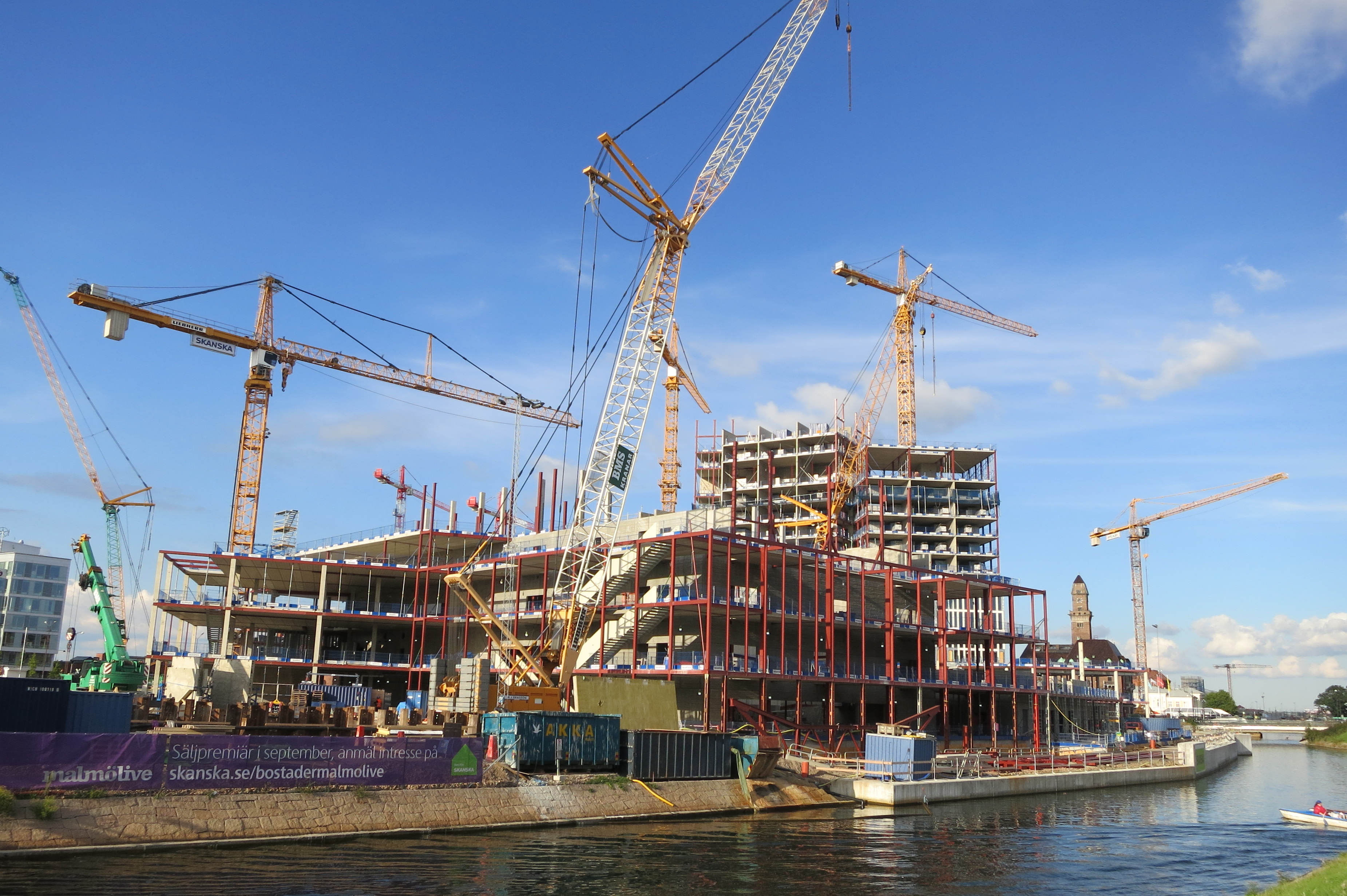
Bygget i augusti 2013.
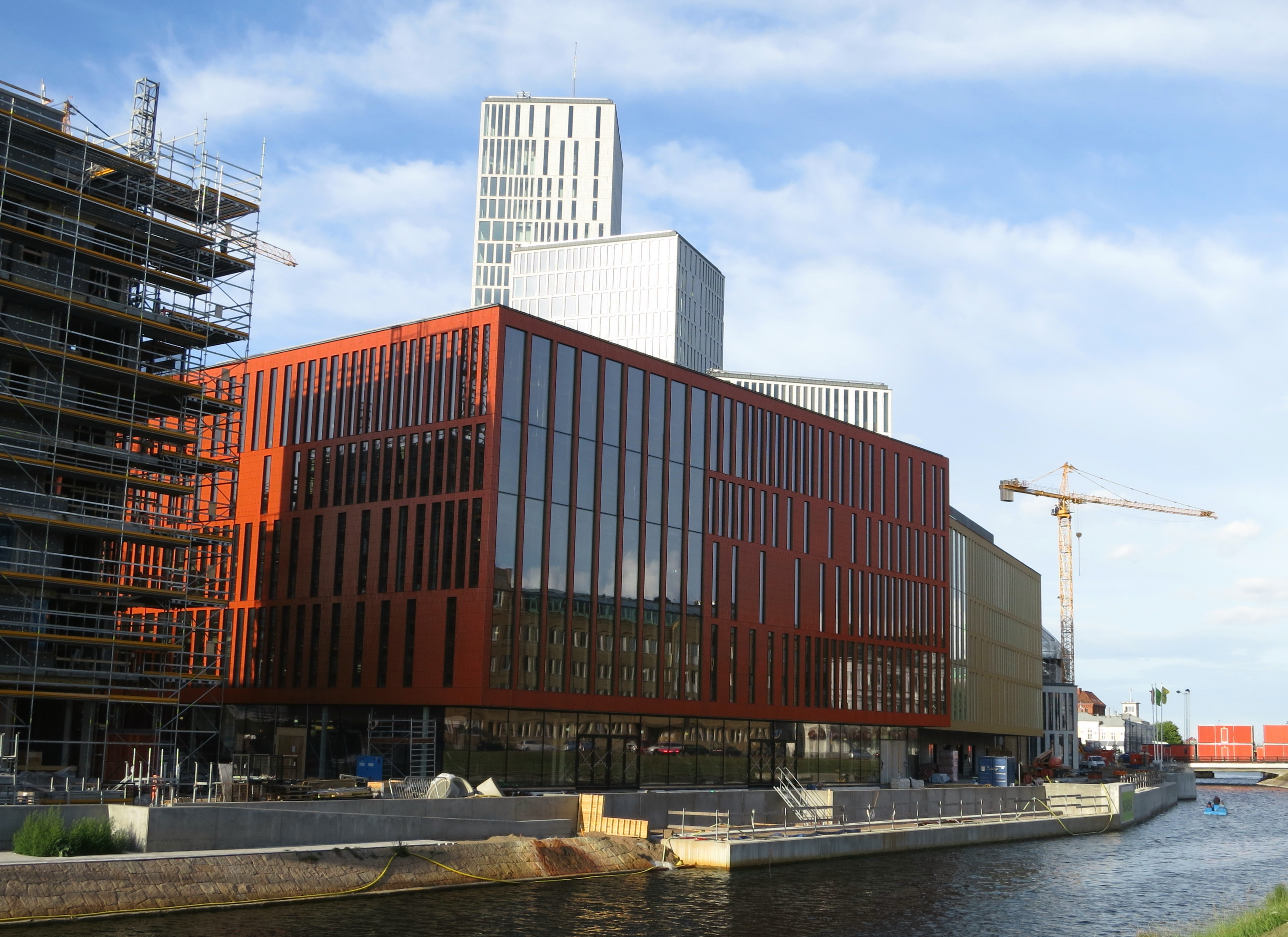
Bygget i augusti 2014.